# Auszeichnungen, Ehrungen und Mitgliedschaften von Benedikt XVI.
Diese Liste führt die Mitgliedschaften und Ehrungen des Papstes Benedikt XVI. (bürgerlich Joseph Aloisius Ratzinger; * 16. April 1927 in Marktl; † 31. Dezember 2022 im Vatikan) auf.

## Mitgliedschaften

### Ordentliches Mitglied
- 1954 K.St.V. Lichtenstein-Hohenheim (Freising-Weihenstephan) Erfurt im KV
- 1964–1967 Rheinisch-Westfälische Akademie der Wissenschaften (seit 1966 Korrespondierendes Mitglied)
- 1966 Académie des sciences religieuses, Brüssel
- 1982 Römisches Institut der Görres-Gesellschaft
- 1986 KAV Capitolina Rom im CV (Gründungsphilister)
- 1991 Europäische Akademie der Wissenschaften und Künste, Abteilung Theologie, Salzburg
- 1999 Ehren- und Devotions-Großkreuz-Bailli des Souveränen Malteserordens
- 2012 Bruderschaft zu S. Maria dell’ Anima („Animabruderschaft“)

### Ehrenmitglied
- 1959 KStV Isaria Freising im KV (Ehrenphilister)
- 1978 KDStV Rupertia Regensburg im CV
- 1978 K.D.St.V. Aenania München im CV
- 1981 KSStV Alemannia München im KV (Ehrenphilister)
- 1985 KDStV Alcimonia Eichstätt im CV
- 1989 KBStV Rhaetia München (keinem Dachverband zugehörig)
- 2000 Päpstliche Akademie der Wissenschaften
- 2002 Marianische Männer-Congregation Regensburg „Mariä Verkündigung“ gegründet Anno Domini 1592[1]
- 2005 Deutscher Hochschulverband
- 2006 Ehrenmitglied beim Josefi-Verein Schwandorf
- 2006 TSV 1860 München
- 2007 Malteser Hilfsdienst
- Marianische Männerkongregation Mariä Verkündigung am Bürgersaal zu München.[2]
- Gebirgsschützenkompanie Tegernsee[3]
- 2019 Josefsfreunde[4]

### Korrespondierendes Mitglied
- 1966 Rheinisch-Westfälische Akademie der Wissenschaften

### Assoziiertes Mitglied
- 1992 Membre associé étranger der Académie des sciences morales et politiques des Institut de France, Paris

## Auszeichnungen
- 1977 Großkreuz des nationalen Verdienstordens der Republik Ecuador
- 1977 Bayerischer Verdienstorden
- 1985 Großes Verdienstkreuz des Verdienstordens der Bundesrepublik Deutschland mit Stern und Schulterband
- 1985 Verfassungsmedaille des Bayerischen Landtages in Gold
- 1989 Ordine della Minerva der Universität Chieti
- 1989 Augustin-Bea-Preis (Rom)
- 1989 Karl-Valentin-Orden (München)
- 1991 Leopold-Kunschak-Preis (Wien)
- 1991 Georg-von-Hertling-Medaille des KV
- 1992 Großes Goldenes Ehrenzeichen am Bande für Verdienste um die Republik Österreich
- 1992 Literaturpreis Capri S. Michele in Anacapri
- 1992 Premio Nazionale di Cultura Cattolica, Bassano del Grappa
- 1993 Literaturpreis Premio Letterario Basilicata per la Letteratura Spirituale e Poesia religiosa in Potenza (Italien)
- 1994 Großkreuz des Verdienstordens der Bundesrepublik Deutschland
- 1995 Bayerischer Maximiliansorden für Wissenschaft und Kunst
- 1998 Kommandeur der Ehrenlegion (Legion d’Honneur) der Republik Frankreich
- 2002 Liberal Trieste
- 2004 Literaturpreis Capri S. Michele in Anacapri
- 2011 Goldener Ehrenring des Landkreises Traunstein[5]

## Ehrungen

### Ehrendoktorwürden
- 1984 College of St. Thomas in St. Paul in Minnesota, USA (Ehrendoktor in Human letters)
- 1986 Pontificia Universidad Católica del Perú (Päpstliche Katholische Universität von Peru)
- 1987 Katholische Universität Eichstätt-Ingolstadt
- 1988 Katolicki Uniwersytet Lubelski (Katholische Universität Lublin, Polen)
- 1998 Universität Navarra in Pamplona, Spanien
- 1999 Libera Università Maria Ss. Assunta (Freie Universität Maria SS. Assunta in Rom, Italien)
- 2000 Uniwersytet Wrocławski (Universität Breslau, Polen) (Ehrendoktor der Theologischen Fakultät)
- 2005 Universatea Babeș-Bolyai Cluj-Napoca (Babeș-Bolyai-Universität in Klausenburg, Rumänien)
- 2015 Musikakademie Krakau
- 2015 Päpstliche Universität Johannes Paul II.

### Ehrenbürgerwürden
- 1987 Gemeinde Pentling bei Regensburg, Benedikt XVI. hat hier noch immer seinen (deutschen) Hauptwohnsitz.
- 1997 Markt Marktl, dem Geburtsort Benedikt XVI.
- 2005 Stadt Traunstein, in der Benedikt XVI. die Schule und das Studienseminar St. Michael besucht hat
- 2006 Stadt Altötting, mit dem Marienheiligtum der Kreis- und Wallfahrtsstadt Altötting ist Papst Benedikt XVI. zeitlebens eng verbunden
- 2006 Stadt Regensburg, wo Benedikt XVI. von 1969 bis 1977 als ordentlicher, später als Honorarprofessor wirkte
- 2006 Gemeinde Aschau am Inn, wo er eingeschult wurde und zum ersten Mal die hl. Eucharistie empfing.
- 2007 Stadt Tittmoning, wo er einen Teil seiner Kindheit verlebte.
- 2008 Stadt Brixen, wo er als Kardinal mehrmals und als Papst 2008 seinen Urlaub verbrachte.
- 2009 Stadt Mariazell, dessen Wallfahrtskirche er 2007 als Papst besuchte
- 2009 Gemeinde Introd im Aostatal, wo er 2005, 2006 und 2009 einen Teil seines Sommerurlaubs verbrachte
- 2010 Stadt Freising, wo er studiert hat, 1951 zum Priester geweiht wurde, wo er von 1954 bis 1957 Dozent an der Philosophisch-Theologischen Hochschule war und 1977–1982 als Erzbischof von München und Freising gewirkt hat
- 2011 Gemeinde Natz-Schabs in Südtirol. Benedikts Großmutter Maria Tauber-Peintner wie auch Urgroßmutter Elisabeth Maria Tauber stammen aus Natz-Schabs.
- 2018 Gemeinde Surberg, in dessen Ortsteil Hufschlag Joseph Ratzinger ab 1937 aufgewachsen ist.

### Namensgeber
- Seit 2000 ist ein 1990 entdeckter Asteroid nach Joseph Ratzinger benannt, nachdem dieser als Kardinal die vatikanischen Archive für die Wissenschaft geöffnet hatte. Der Asteroid Ratzinger ist einer der zahllosen Miniplaneten, die zwischen Mars und Jupiter die Sonne umkreisen.

Neben den im Hauptartikel genannten, nach Benedikt XVI. benannten Stiftungen und Museen, die sich unmittelbar mit seinem Leben und Werk befassen, wurden nachfolgende Einrichtungen nach ihm benannt:
- 2007 Philosophisch-Theologische Hochschule Benedikt XVI. in Heiligenkreuz (Niederösterreich)
- 2015 Benedict XVI Centre for Religion and Society an der St Mary’s University, Twickenham in London zur interdisziplinären Forschung in den Bereichen Religion und Sozialwissenschaft. Dem Namen wurde im Februar 2016 vom Vatikan zugestimmt.

### Sonstiges
Zum 80. Geburtstag von Papst Benedikt XVI. machte die Bundesrepublik Deutschland – zum ersten Mal seit der Wiedervereinigung – eine Ausnahme von der Regel, dass, mit Ausnahme des Staatsoberhauptes, keine lebenden Persönlichkeiten auf Briefmarken abgebildet werden, und gab im April 2007 eine Sondermarke mit seinem Bild und Wappen heraus (Mi.-Nr. 2599).